# ジョゼフ・リップマン

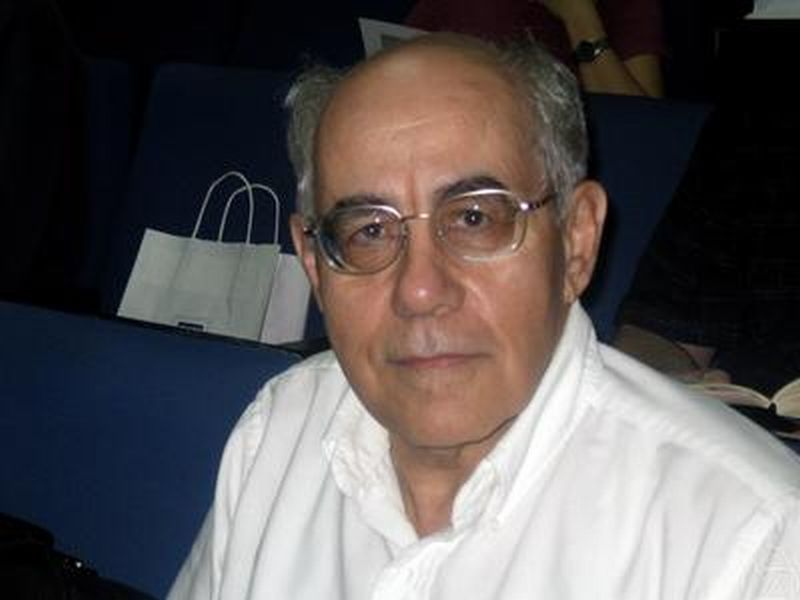
2006年にセゴビアにて

ジョゼフ・リップマン(Joseph Lipman、1938年6月15日-)は、代数幾何学を専門とするトロント出身のカナダ系アメリカ人の数学者である。特異点論を専門とする。

## 来歴
リップマンは1960年にトロント大学で学士号、1961年にハーバード大学で修士号、その後、1965年に同大学のオスカー・ザリスキーの下で博士号を取得した 。同年、クイーンズ大学の助教授となり、1966年にはパーデュー大学の助教授となった。1971年には同大学の教授となり、1987年から1992年まで数学科長を務めた。w:Mathematical Sciences Research Institute (MSRI)のメンバーであり、ケンブリッジ大学とニース大学の客員研究員、コロンビア大学とハーバード大学の客員教授であった。
1982年にジェフリー・ウィリアムズ賞を受賞した。またアメリカ数学会のフェローである。

## 著書
- Collected Papers of Joseph Lipman. Queen's Papers in Pure and Applied Mathematics, vol. 117, Queen's University Press, Kingston, Ontario, 2000.
- Editor with Herwig Hauser, Frans Oort, Adolfo Quiros: Resolution of singularities. A research textbook in tribute to Oscar Zariski. Birkhauser, Basel 2000, ISBN 3-7643-6178-6. (Progress in Mathematics. volume 181.)
- Introduction to the resolution of singularities, in David Mumford Algebraic Geometry (Arcata 1974), Proc. Symp. Pure Math. 29, American Mathematical Society 1975
- Desingularization of two-dimensional schemes, Annals of Mathematics, volume 107, 1978, pg. 151-207